# Valdaracete
Valdaracete est une commune de la communauté de Madrid, en Espagne.